# Governo Venceslau Brás
O Governo Venceslau Brás teve inicio em 15 de novembro de 1914, após o diplomata e magistrado vencer a Eleição presidencial de 1914 com 532 107 votos contra Ruy Barbosa tornando se o 9º Presidente do Brasil; e terminou em 15 de novembro de 1918, passando o cargo para Delfim Moreira.
Dando continuidade à Política de café com leite, Brás definiu seu mandato como governo de pacificação, após o conturbado governo de Hermes da Fonseca, mesmo assim, seu governo teve vários distúrbios, como a Guerra do Contestado, a Revolta dos Sargentos e a Greve de 1917; como seu governo todo coincidiu com a Primeira Guerra Mundial, tendo um pequeno avanço da indústria no país com a impossibilidade de exportar dos países em guerra, no início neutro, o país declarou guerra contra as Potências Centrais, nos seus últimos dias de mandato, houve a criação da Liga das Nações, tendo o Brasil como um dos fundadores.
No seu mandato, o PIB brasileiro cresceu em média 2,1%, sendo o quarto pior crescimento da história do país, só superando os governos de Floriano Peixoto, Fernando Collor e Dilma Rousseff.

## Eleição presidencial de 1914
Em 1 de março de 1910 foi eleito vice-presidente da república, tendo Hermes da Fonseca sido eleito presidente, derrotando Rui Barbosa que estava sem apoio, ele conquistou o cargo através da política do café com leite, após os estados de São Paulo e Minas Gerais se reconciliarem com o Tratado de Ouro Fino. Em 1913 seu nome foi proposto como medida reconciliatória entre Minas Gerais, São Paulo e os outros estados, como candidato à sucessão de Hermes. Minas Gerais havia vetado a candidatura de Pinheiro Machado que era apoiado por Hermes da Fonseca, e Rodrigues Alves, que, na época, governava São Paulo, vetara a candidatura Rui Barbosa.

## Presidente da República
Venceslau definiu seu governo como o "Governo da pacificação dos espíritos", que buscou o entendimento nacional depois do conturbado governo de Hermes da Fonseca. Em seu governo ocorrem os chamados "3 G": A Grande Guerra, (como se chamava, na época, a Primeira Guerra Mundial), a Gripe Espanhola, e as Greves de 1917.
Logo no início do seu mandato, houve um grave impasse político no Rio de Janeiro, onde dois candidatos se consideravam eleitos pela Assembleia para ser Presidente do Estado. Feliciano Sodré, apoiado por Pinheiro Machado, um senador de grande influencia e tinha o apoio expresso da maioria dos deputados, mas a minoria, que detinha o controle da mesa, obteve o reconhecimento do Supremo Tribunal Federal (STF) para a posse de Nilo Peçanha. Inconformada com essa decisão, Pinheiro Machado passou a fazer oposição ao governo federal até falecer em 1915.

### Grande Guerra na Europa

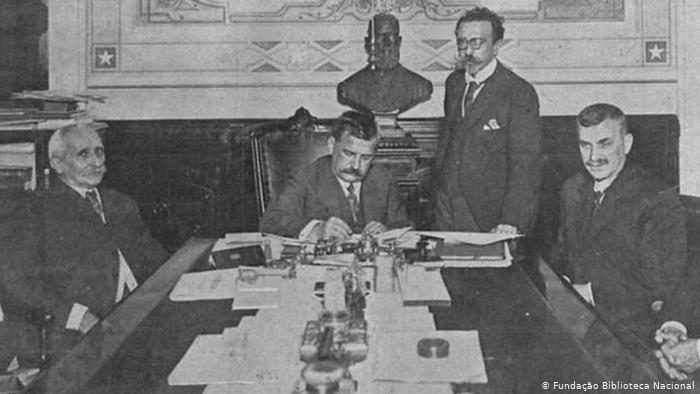
Venceslau Brás declara guerra contra o Império Alemão. Ao seu lado, o ex-presidente da República e ministro interino das Relações Exteriores, Nilo Peçanha, e o presidente de Minas Gerais e futuro presidente da República, Delfim Moreira.

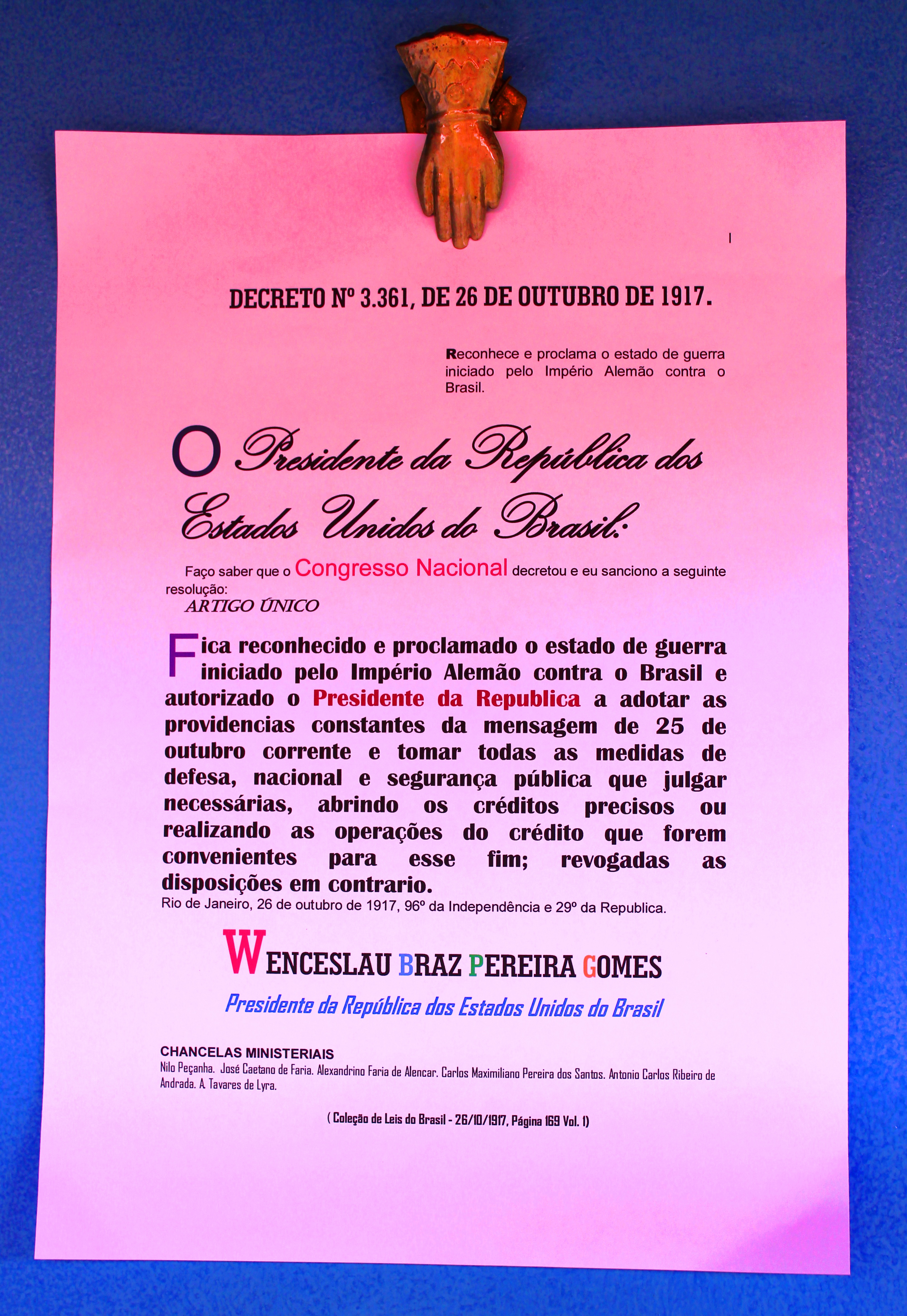
Réplica do decreto assinado por Venceslau Brás, após aprovação do Congresso Nacional do Brasil, que declara guerra ao Império Alemão, constituindo a entrada do brasil na Primeira Guerra Mundial.

No início, o país tinha uma posição neutra respaldada pela Convenção de Haia, buscando não restringir os seus produtos exportados na época, principalmente o café. A Alemanha era, na época, o principal parceiro comercial do Brasil, sendo seguida pela Inglaterra e pela França. Após o afundamento de navios mercantes brasileiros por submarinos da Marinha Imperial Alemã, como no dia 5 de abril de 1917 o vapor Paraná foi torpedeado perto de Le Havre, com 60 000 toneladas de café e 3 brasileiros morreram, o Brasil declarou guerra à Alemanha em 26 de outubro de 1917, juntando-se aos Aliados. Havia sentimento antigermânico popular, mas também oposição à entrada na guerra. O Brasil foi o único país latino-americano a participar ativamente da guerra, enviando a Divisão Naval em Operações de Guerra para a campanha no Oceano Atlântico, além de uma missão médica, aviadores e um corpo de oficiais e sargentos. Internamente, a guerra permitiu a introdução em 1916 do serviço militar obrigatório com base na Lei do Sorteio.
Em 11 de novembro de 1918, o Armistício de Compiègne foi assinado, o Brasil por ter participado na guerra, conseguiu assento na Conferência de Paz de Paris, que deu origem ao Tratado de Versalhes, com uma comitiva chefiada pelo futuro presidente Epitácio Pessoa. O Brasil também foi um dos fundadores da Liga das Nações. Após voltar ao Brasil, a Divisão Naval em Operações de Guerra foi dissolvida em 25 de junho de 1919, cumprindo, integralmente, a missão que lhe fora confiada.

### Leis
Promulgou o primeiro Código Civil brasileiro, que entrou em vigor em 1 de janeiro de 1916 e que foi a primeira lei a grafar o nome Brasil com a letra S, antes de entrada em vigor, reinava grande confusão no âmbito do direito privado brasileiro, que eram usados os direito romano e canônico, as Ordenações Filipinas, de 1603 e, ainda, o direito de outros países, considerado avançado para a época, foi proposto por Clóvis Beviláqua e foi vigente até 2003.

### Economia e industrialização
Devido às dificuldades em importar produtos manufaturados da Europa durante o seu mandato, causadas pela guerra, Venceslau Brás incentivou a industrialização nacional, porém de forma inadequada, já que o país ainda era essencialmente agrícola, e o governo necessitava de armamentos bélicos, que requeriam uma indústria mais sofisticada que a do Brasil de 1914.

### Distúrbios

#### Guerra do Contestado

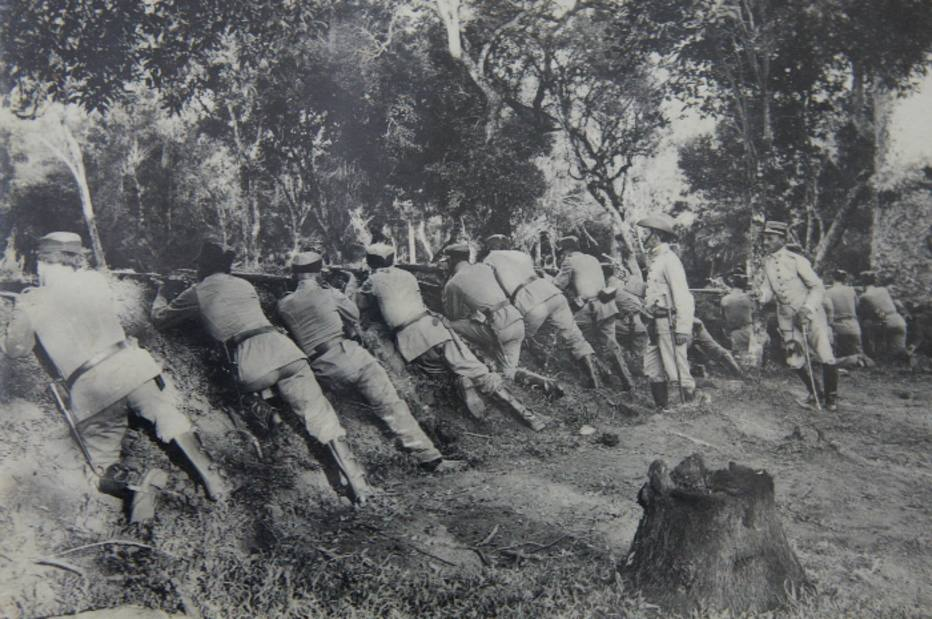
Infantaria do Exército Brasileiro em combate.

Logo de início, teve de combater a Guerra do Contestado (crise herdada do governo anterior) e, após debelar a revolta, mediou a disputa de terras entre os Estados do Paraná e Santa Catarina, tendo sido um dos fatores a dar origem ao conflito. Venceslau Brás definiu em 1916 os atuais limites entre Paraná e Santa Catarina. Em 20 de outubro de 1916, os governadores dos dois estados, assinaram, no Palácio do Catete, um acordo que fixava as divisas entre aqueles estados, o qual foi aprovado pelo Congresso Nacional, e publicado pelo decreto 3.304 de 3 de agosto de 1917.
Sendo o mediador, Venceslau Brás, conduziu a um acordo entre as partes, sendo partilhada a região em litígio. Da área em litígio, no início, com uma área de 48 mil quilômetros quadrados, o Paraná ficou com 20 mil e Santa Catarina com 28 mil. Nesta época era governante do Paraná Affonso Alves de Camargo, que ao participar da assinatura do acordo que acabou com o litígio, recebeu duras críticas. Mas ele não era diretamente o culpado, simplesmente recebeu a herança da causa de seus antecessores.

#### Revolta dos Sargentos
Enfrentou também diversas manifestações militares, entre elas a Revolta dos Sargentos em 1915, que envolvia suboficiais e sargentos e é considerada um prelúdio do Tenentismo, tendo reivindicações até então inéditas, como acabar com as diferentes classes de sargentos no quadro do Exército para unificar os vencimentos e a estabilidade nos postos. Contou com a participação de parlamentares e foi apontado como uma fracassada tentativa de golpe para depor o presidente Venceslau Bras.

#### Greve Geral de 1917

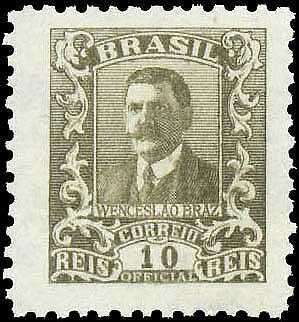
Selo brasileiro com a efígie do presidente Venceslau Brás.

Em 1917, houve a primeira Greve geral da história do Brasil, com o estopim sendo o aumento do custo de de vida e uma paralisação na Cotonifício Rodolfo Crespi, ocorrida principalmente na cidade de São Paulo, em um processo de industrialização até então inédito no país, fato acontecido principalmente pela Primeira Guerra Mundial, que impossibilitava a importação de vários produtos, com isso, o número de operários entre seus habitantes aumento de forma exponencial. Com forte influência do anarquismo, os operários brasileiros já vinham realizando várias greves desde o início do século.
Entretanto, em 1917, a cidade de São Paulo viu a eclosão de uma greve geral que foi duramente reprimida, resultando na morte de José Martinez, o que causou uma grande comoção entre os grevistas.

### Gripe espanhola
A epidemia chegou ao Brasil em 9 setembro de 1918: o navio inglês Demerara, vindo de Lisboa, desembarcou doentes no Recife, em Salvador, Rio de Janeiro (então capital federal) e Santos. No mesmo mês, marinheiros que prestaram serviço militar em Dakar, no Senegal, desembarcaram doentes no porto de Recife. Em pouco mais de duas semanas, surgiram outros focos em diversas cidades do Nordeste e em São Paulo.
Mais de 1 500 pessoas morreram de Gripe Espanhola, em seus últimos anos como presidente da República.